# Golfo de Boni
El golfo de Boni (también bahía de Boni o golfo de Bone) (en indonesio, Teluk Bone) es un golfo marino que se encuentra en el océano Pacífico occidental, y cuyas aguas pertenecen a Indonesia.

## Geografía
Este golfo está enclavado en la parte meridional de la isla de Célebes y sus límites son los siguientes:
- al este, la costa de la península Sur;
- al oeste, la costa de la península Suroeste;
- al sur, el mar de Banda, un mar del océano Pacífico.

## Delimitación de la IHO
La máxima autoridad internacional en materia de delimitación de mares, la Organización Hidrográfica Internacional («International Hydrographic Organization, IHO), considera el golfo de Boni como un mar. En su publicación de referencia mundial, Limits of oceans and seas (Límites de océanos y mares, 3ª edición de 1953), le asigna el número de identificación 48k, dentro del archipiélago de las Indias Orientales y lo define de la forma siguiente:

En el sur.
Una linea desde Tg. Lassa, Celebes, hasta la punta Norte de Kabaena (5°05' S, 121°52' E) y desde allí arriba por el meridiano hasta la costa de Celebes
Limits of oceans and seas, pag. 28.